# Elektro-1
Elektro-1 ou GOMS-1 (Geostationary Operational Meteorological Satellite) est un satellite météorologique russe circulant en orbite géostationnaire. Lancé en 1994 après une gestation et un développement ayant débuté dans les années 1970, il est positionné au niveau de la longitude 76,5°. Le satellite n'a jamais fonctionné de manière satisfaisante en orbite et sa mission s'est achevée en novembre 2000. Il sera remplacé plus de 10 ans plus tard par un satellite de type Elektro-L.

## Historique
Le développement du premier satellite météorologique russe placé en orbite géostationnaire débute dans les années 1970 à l'initiative du VPK (Commission militaro-industrielle) avec l'appui de ROSGIDROMET et d'autres instituions soviétiques. Le satellite GOMS doit être opérationnel en 1979 mais différents problèmes rencontrés dans la mise au point des logiciels et la réalisation de la charge utile repoussent ce calendrier. Après l'éclatement de l'Union soviétique l'agence spatiale russe Roscosmos reprend le projet. NPO Planeta, une agence rattachée à ROSGIDROMET doit être l'opérateur tandis que l'entreprise VNII Elektromekhaniki est chargé  de concevoir le satellite. Deux exemplaires devaient être placés en orbite mais la crise économique qui suit l'éclatement de l'Union soviétique limite la série à  un unique satellite. Celui-ci est  placé en orbite le 31 octobre 1994 par une fusée ProtonK/DM-2 tirée depuis le cosmodrome de Baïkonour soit 15 ans après la date prévue. Il est positionné au niveau de la longitude 76,4° Est. Le satellite rencontre  des problèmes avec son système de contrôle d'attitude qui sont corrigés le 1er février 1985. Toutefois le scanner, instrument principal, ne sera jamais opérationnel. Après des discussions  entre le gouvernement russe et EUMETSAT, le satellite Meteosat-5 est repositionné au niveau de la longitude 63° Est pour reprendre le rôle du satellite russe afin d'assurer la couverture complète du globe dans le cadre du CGMS. Le satellite GOMS est retiré du service en novembre 2000. En 2001 le gouvernement russe confie à Lavotchkine, le principal constructeur russe de satellites scientifiques, le développement du successeur du Elekto-1, l'Elektro-L. Celui-ci sera lancé en 2011.

## Caractéristiques techniques
Le satellite Elektro-1 utilise une plateforme stabilisée 3 axes. Sa précision de pointage est inférieure à 2,5 minutes d'arc. Les panneaux solaires  formant deux ailes orientables fournissent 1,5 kW. Le satellite a une masse totale de 2 580 kg dont 900 kg pour la charge utile. Le satellite est conçu pour une durée de vie de 3 ans.
La charge utile est constituée par  deux instruments :
- STR est l'instrument principal. Il s'agit d'un radiomètre à 2 canaux dont 1 en lumière visible et 1 en infrarouge.
- RMS est un instrument  destiné à mesurer le rayonnement X, la constante solaire et les composants du champ magnétique terrestre. L'instrument doit permettre de suivre et prévoir l'activité solaire, analyser le rayonnement et le champ magnétique, diagnostiquer et surveiller la magnétosphère, l'ionosphère et l'atmosphère supérieure.